# Поверніть бабусю
«Поверніть бабусю» — радянський дитячий художній фільм 1985 року, знятий режисером Мухтаром Ага-Мірзаєвим на кіностудії «Узбекфільм».

## Сюжет
Перший навчальний день Казіма розпочався з пригод. Річ у тому, що коли його батьки отримали нову квартиру, бабуся залишилася в старій. Хлопчикові дуже захотілося поділитися з нею своїми враженнями про перший шкільний день і після уроків, не попередивши батьків, він вирушив на її пошуки.

## У ролях
- Акмаль Фатхуллаходжаєв — Казім
- Ділором Камбарова — Саййора Муратівна
- Турсуной Джафарова — бабуся
- Хусан Шаріпов — Ільхом
- Алішер Пірмухамедов — Рустам Тураєвич
- Мухаммаджан Рахімов — «Колумб»
- Фатіма Реджаметова — Саїда
- Севара Туляганова — Хадіча
- Бадал Нурмухамедов — Каміль-Ака
- Н. Саїбджанова — Джаміля
- Муаззам Убайдуллаєва — Уміда
- Клавдія Єфремова — епізод
- Леонард Бабаханов — епізод
- О. Ачільбекова — епізод
- Машраб Юнусов — епізод
- Сагді Табібуллаєв — епізод
- Б. Ахмедов — епізод
- Олег Рудюк — епізод
- Фаріда Мумінова — епізод
- Мар'ям Іхтіярова — епізод
- В. Сєргєєв — епізод
- Венера Нігматуліна — епізод
- Володимир Лапін — епізод
- Д. Тілляєв — епізод
- Зухрітдін Режаметов — епізод
- Азамат Іргашев — епізод
- Р. Маміров — епізод
- Х. Базаров — епізод
- І. Буранов — епізод
- Т. Рустамов — епізод
- Ш. Ікрамова — епізод
- Отабек Бабаєв — епізод
- І. Ходжиханова — епізод
- А. Муратова — епізод
- Бехзод Хамраєв — епізод
- Б. Наврузов — епізод
- П. Томіліна — епізод

## Знімальна група
- Режисер — Мухтар Ага-Мірзаєв
- Сценарист — Ісай Кузнецов
- Оператор — Хатам Файзієв
- Композитор — Еола Пак
- Художник — Анатолій Шибаєв